# Sayur Asem
Sayur Asem se trata de un plato de sopa ácida a base de tamarindo y diversas verduras muy popular en Indonesia. Existen diversas variantes de esta sopa que incluyen el Sayur Asem Jakarta (una versión procedente de la gente de Betawi en Yakarta), el Sayur Asem Kangkung (una versión que incluye kangkung agua de espinacas), El Sayur Asem Ikan Asin (incluye pescado en salazón, por regla general: ikan gabus Channa striata), etc.

## Características
Los ingredientes más comunes en su preparación son el kacang tanah (cacahuete), el nangka muda (Yaca tierno), melinjo (Gnetum gnemon), belimbing sayur (fruta estrella ácida), labu siam (chayote), kacang panjang (judía larga), y asem jawa (tamarindo). Muy menudo la receta suele tener granos o mazorcas de maíz.
El contraste entre el sabor dulce y el ácido de esta sopa se considera muy refrescante y compatible con otros platos fundamentados en los alimentos fritos (como el pescado frito) y el lalapan (un tipo de verdura en salazón, que se suele comer cruda o cocinada), en algunas ocasiones se sirve con sambal terasi (salsa picante mezclada con pasta de gambas). Este plato tiene una similitud con el Tom yam de la cocina tailandesa excepto en que emplea verduras en lugar de marisco.